# Singnatiforme
Singnatiformele (Syngnathiformes) (din greaca syn = concrescut, unit, fuzionat + gnathos = falcă + latina forma = formă; adică pești cu fălcile unite în forma unui tub) sunt un ordin de pești osoși marini litorali, din   supraordinul acantopterigieni, de talie mică, cu corp alungit, foarte subțire și necomprimat, de formă foarte variabilă, oarecum ciudată. Se caracterizează prin plăcile osoase, care la marea lor majoritate acoperă în întregime corpul formând inele osoase complete, prin botul alungit într-un tub, în vârful căruia se găsește gura mică, fără dinți, prin înotătoarele ventrale așezate înapoia pectoralelor. Ordinul include 5 familii, 64 genuri și aproximativ 365 specii. Cele mai multe specii sunt marine, dar există câteva specii de apă dulce. Pe litoralul românesc al Mării Negre trăiesc 7 specii

## Descrierea
Sunt pești de talie mică, cu un corp alungit, foarte subțire și necomprimat,  de formă foarte variabilă, în general aberantă.
Botul este alungit în forma unui tub (tubuliform), cu excepția peștilor adulți din genul Bulbonaricus care nu au un bot tubuliform. În vârful botului se găsește gura. Gura este terminală, mică, mărginită în partea superioară fie de premaxilare și maxilare, fie numai de maxilare. Falca superioară neprotractilă. Dinții lipsesc sau sunt reduși.
Au una sau două înotătoare dorsale; în caz că sunt două, prima are radii spinoase. Nu există țepi izolați înaintea înotătoarei dorsale. Înotătoarele ventrale obișnuit lipsesc; când există, ele sunt așezate pe abdomen, în urma înotătoarelor pectorale și constau din 3-7 radii. Radiile înotătoarelor dorsale, anale și pectorale sunt nedivizate (neramificate); cele ale înotătoarelor caudale și ventrale parțial divizate (ramificate).
La grupele specializate solzii sunt absenți, fiind înlocuiți cu plăci osoase (scuturi osoase), care la marea majoritate acoperă în întregime corpul; plăcile osoase de la același nivel formează câte un inel osos complet. Grupele primitive (subordinul Aulostomoidei) au solzi ctenoizi.
Vomerul, mezetmoidul, pătratul și maxilarul sunt puternic alungite. Infraorbitarele, parietalele și opistoticul (intercalarul) lipsesc; lacrimalul de obicei prezent. Preorbitarele uneori lipsesc; dacă există, ele nu conțin canale mucoase (din sistemul lateral cefalic), dar în locul acestora există rânduri de genipori. Pteroticul se află în jos în contact cu bazioccipitalul. Coastele (atât cele ventrale cât și cele dorsale) și oasele intermusculare lipsesc; în schimb parapofizele vertebrelor, care înlocuiesc coastele, sunt alungite și se află  în septul orizontal intermuscular. Primele 3-6 vertebre anterioare sunt alungite, sudate între ele și imobile.
Aparatul opercular cu 1-5 radii branhiostegale. Branhiile suferă o reducere și au formă de mici tufișoare din care cauză acestui grup de pești i se mai spune și lofobranhiate (Lophobranchii). Vezica înotătoare nu comunică cu tubul digestiv (pești fizocliști). La o o parte din specii tuburile urinifere sunt lipsite de glomerule Malpighi. La majoritatea speciilor, masculii au un organ incubator pe fața ventrală, unde femela își depune icrele pe care masculul le clocește.
Ordinul singnatiforme este îndeaproape înrudit cu cel al gasterosteiformelor, dar acesta se deosebește de gasterosteiforme prin faptul că acești pești au capul și botul mai dezvoltat, primele 5-6 vertebre alungite și sudate între ele.
Reprezentanții acestui ordin sunt pești marini litorali, răspândiți de-a lungul țărmurilor mărilor calde și temperate, unii au devenit dulcicoli.

## Fosile

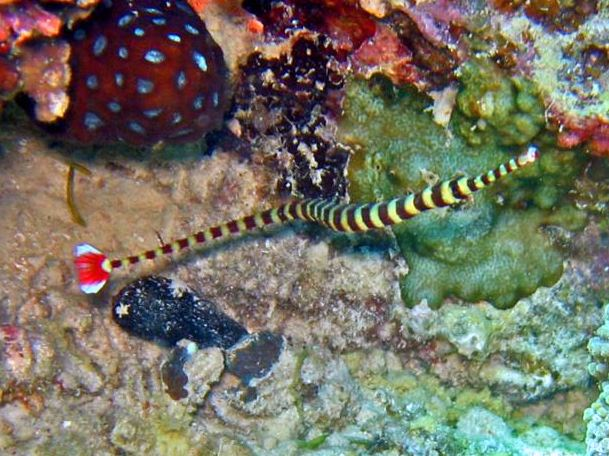
Doryrhamphus dactyliophorus

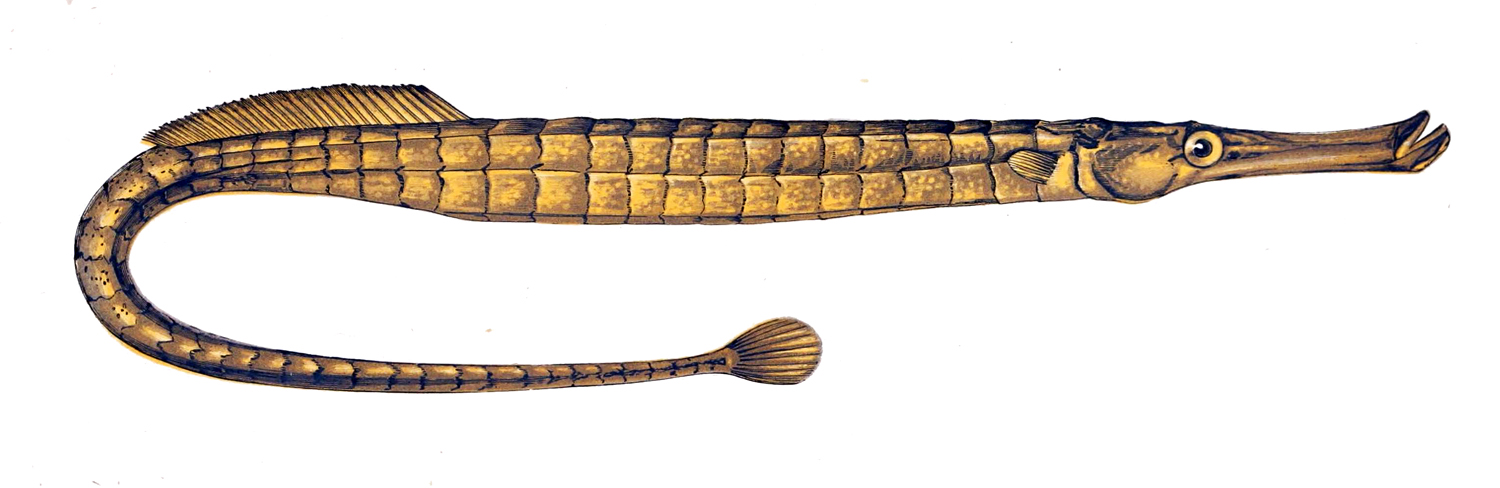
Syngnathus typhle

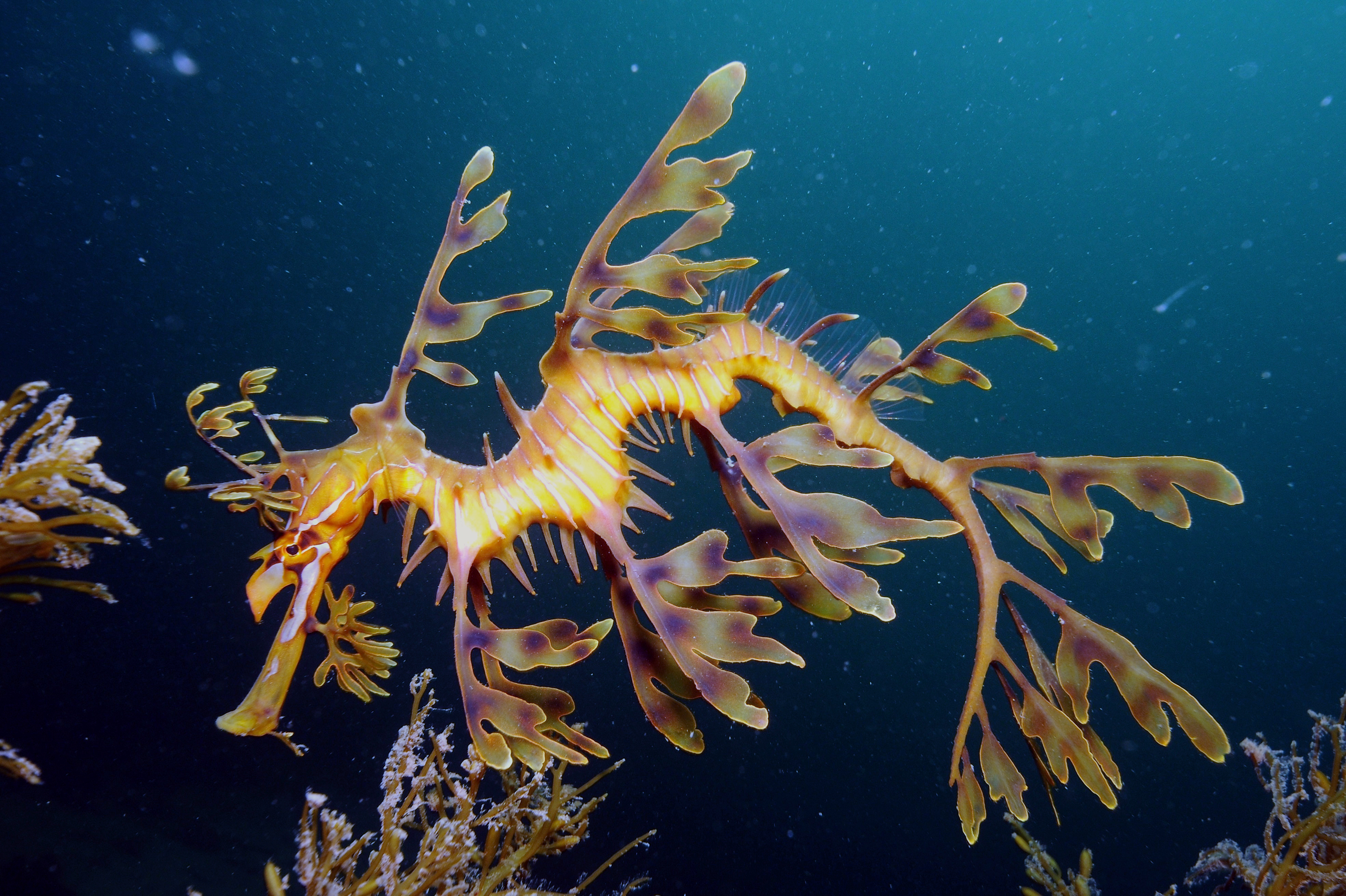
Phycodurus eques

Cele mai vechi fosile de singnatiforme cunoscute datează din eocenul inferior (cu 48–50 de milioane de ani în urmă) colectate din straturile fosile din Monte Bolca, nordul Italiei.

## Familii
Ordinul singnatiforme include 5 familii:
- Familia Aulostomidae (1 gen, 3 specii)
- Familia Fistulariidae (1 gen, 4 specii)
- Familia Centriscidae (5 genuri, 12 specii)
- Familia Solenostomidae (1 gen, 6 specii)
- Familia Syngnathidae (56 genuri, 340 specii)

## Sistematica
Mai mulți sistematicieni au inclus singnatiformele ca un subordin, singnatoidei (Syngnathoidei), în ordinul gasterosteiforme.
După Nelson (2006) ordinul Gasterosteiformes include 2 subordine:
- Subordinul Gasterosteoidei

- Familia Hypoptychidae
- Familia Aulorhynchidae
- Familia Gasterosteidae
- Familia Indostomidae

- Subordinul Syngnathoidei

- Familia Pegasidae
- Familia Solenostomidae
- Familia Syngnathidae
- Familia Aulostomidae
- Familia Fistulariidae
- Familia Macroramphosidae
- Familia Centriscidae

După alți sistematicieni ordinul Gasterosteiformes include 3 subordine:
- Subordinul Gasterosteoidei

- Familia Aulorhynchidae
- Familia Hypoptychidae
- Familia Indostomidae
- Familia Gasterosteidae
- Familia Pegasidae

- Subordinul Aulostomoidei

- Familia Aulostomidae
- Familia Fistulariidae
- Familia Macrorhamphosidae (astăzi subfamilia Macroramphosinae din familia Centriscidae)
- Familia Centriscidae

- Subordinul Syngnathoidei

- Familia Syngnathidae
- Familia Solenostomidae

## Specii din România
Pe litoralul românesc al Mării Negre trăiesc 7 specii:
1. Syngnathus typhle Linnaeus, 1758 = Ac de mare
2. Syngnathus tenuirostris Rathke, 1837 = Ac de mare cenușiu, Ac de mare cu bot subțire
3. Syngnathus variegatus Pallas, 1814 = Ac de mare vărgat, Ac de mare vărgat cu alb
4. Syngnathus abaster Risso, 1827 (Syngnathus nigrolineatus Eichwald, 1831) = Undrea, Undrea de mare, Sulă
5. Syngnathus schmidti Popov, 1927 = Ac de mare ghimpat
6. Nerophis ophidion (Linnaeus, 1758) = Ață de mare
7. Hippocampus guttulatus Cuvier, 1829  (Hippocampus ramulosus Leach, 1814) = Căluț de mare